# Aunay-sur-Odon
Aunay-sur-Odon är en kommun i departementet Calvados i regionen Normandie i norra Frankrike. Kommunen ligger i kantonen Aunay-sur-Odon som ligger i arrondissementet Vire. År 2018 hade Aunay-sur-Odon 3 209 invånare.

## Befolkningsutveckling
Antalet invånare i kommunen Aunay-sur-Odon
Referens: INSEE